# 満願寺 (宇和島市)
満願寺（まんがんじ）は、愛媛県宇和島市津島町にある臨済宗妙心寺派の寺院。本尊は
聖観音菩薩。南予遍路道の要（かなめ）である。

## 概要・歴史
旧街道（宿毛ー宇和島）に沿った岩淵にあり、海岸ルートが発達していなかったころ観自在寺の次を目指した遍路は山越えで峠を越え岩松川に出たあと宇和島へ、また、篠山観世音寺を詣でた修験者は御内を経て当地へ至るルートをとっていた。無住時代の江戸初期に宇和島の仏海寺の湛巌和尚より禅宗として復興している。
真念の道指南には「よろずよのねがひをここに満願寺ほとけのちかひたのもしき哉」と御詠歌が記されている。

## 伽藍
- 本堂 - 本尊を拝顔できる。
- 薬師堂
- 大師堂 - 大師像を拝顔できる。
- 満願戦没者位牌堂
- 庫裡
- 駐車場：あり

聖観音菩薩坐像を本尊とする本堂があり、簡素な門をくぐって上の段に上がると左手に大師堂、正面に薬師堂がある。二重柿は大師堂の前にある。

## 文化財
愛媛県指定有形文化財
- 木造観世音菩薩坐像（本堂本尊） - 昭和43年3月8日指定[2]

像高90cm、一木造り、平安時代中頃作。
- 木造薬師如来坐像（薬師堂本尊） - 昭和43年3月8日指定[3]

像高102.5cm、一木造り、平安時代中頃作。丸顔で鼻は短く口をとがらした面白い表情を持っており粗豪で地方色豊かな作風。
愛媛県指定天然記念物
- 二重柿（一名子持ち柿） - 昭和23年10月28日指定[4]

古来、空海が巡錫中、杖をたてられたものが根を下ろしたものとされ「世の中を仲睦まじく親と子が二重の柿にそれを知るべし」の歌とともに伝承せられてきて、子宝に恵まれると云われている。根回り2.8m、樹高10m。
宇和島市指定有形文化財
- 青銅鏡 - 昭和38年10月1日指定[6]
- 七条のけさ - 昭和43年1月10日指定[7]

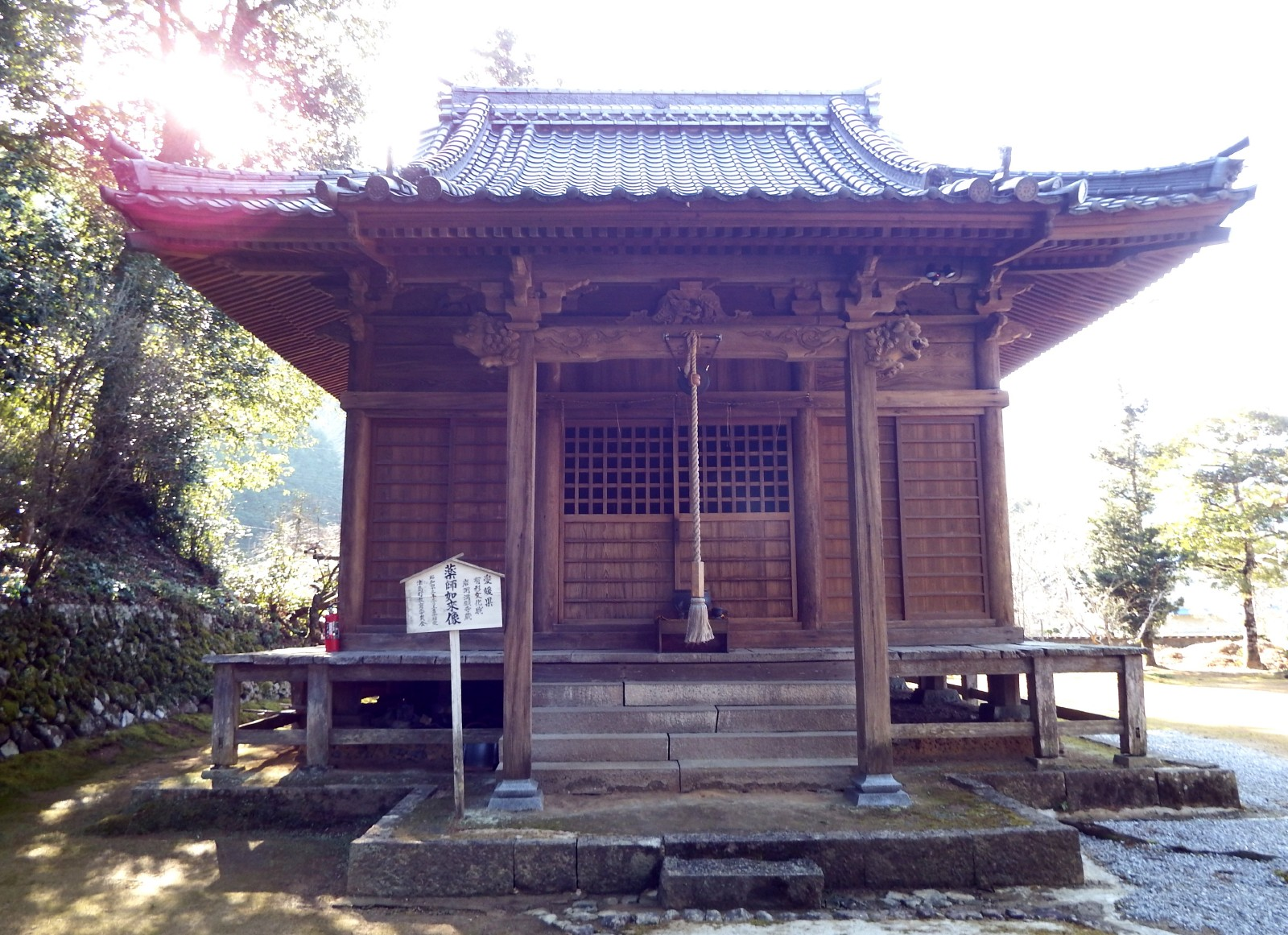
薬師堂
大師堂
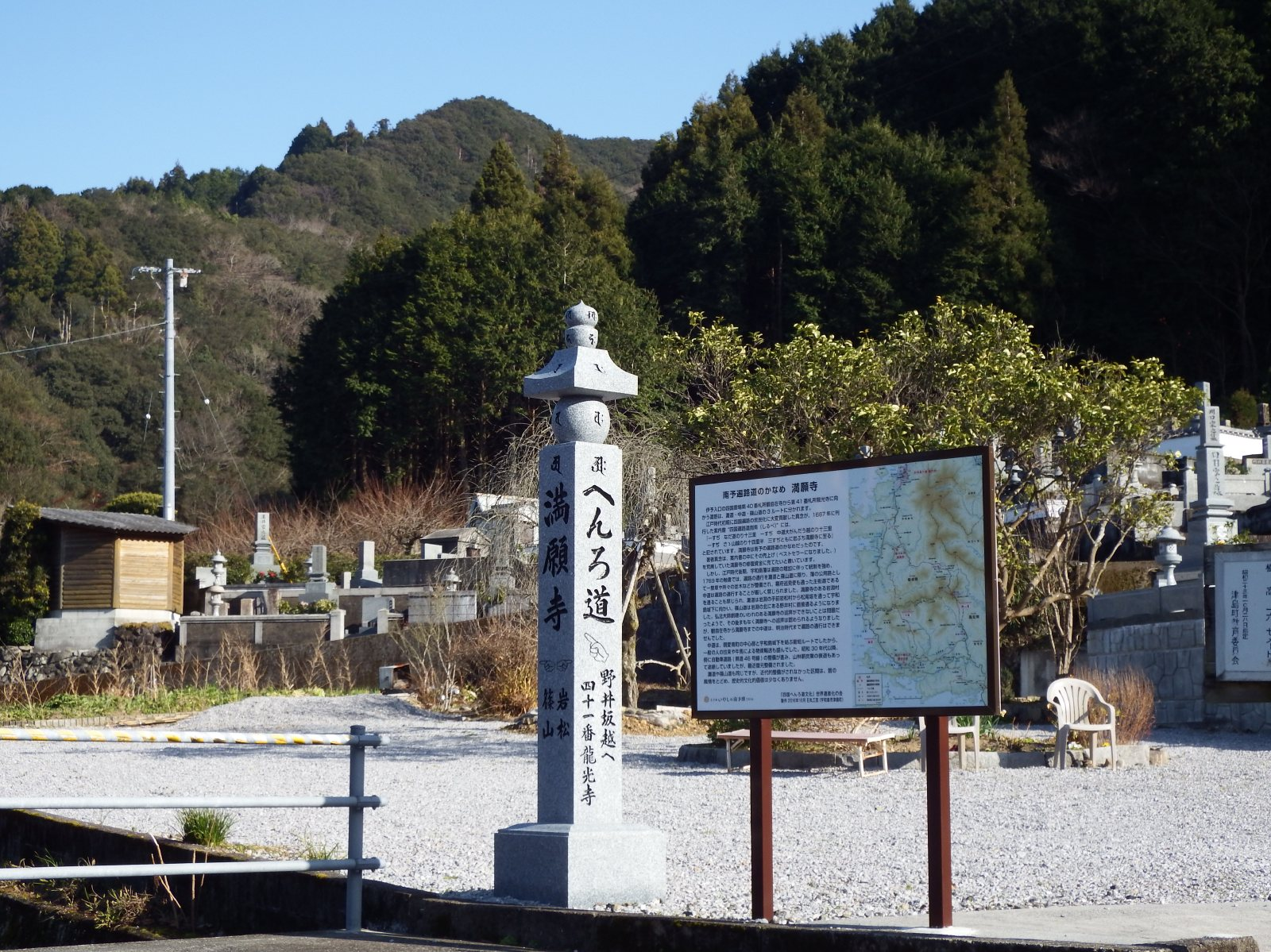
入口付近